# Fors församling, Göteborgs stift
Fors församling var en församling i Göteborgs stift och i Trollhättans kommun. Församlingen uppgick 2008 i Fors-Rommele församling. 

## Administrativ historik
Församlingen har medeltida ursprung. 
Församlingen var till 2008 annexförsamling i pastoratet Rommele, Fors och Upphärad som även omfattade, till 1 maj 1918 Fuxerna församling och till 2002 Åsbräcka församling. Församlingen uppgick 2008 i Fors-Rommele församling.

## Kyrkobyggnader
- Fors kyrka

### Fotnoter
1. ↑  Nationell Arkivdatabas Referenskod: SE/158107000, läst: 3 augusti 2018.[källa från Wikidata]
2. ↑  ”Förteckning (Sveriges församlingar genom tiderna)”. Skatteverket. 1989. http://www.skatteverket.se/privat/folkbokforing/omfolkbokforing/folkbokforingigaridag/sverigesforsamlingargenomtiderna/forteckning.4.18e1b10334ebe8bc80003999.html. Läst 17 december 2013.
3. ↑  ”Församlingar”. Statistiska centralbyrån. https://www.scb.se/hitta-statistik/regional-statistik-och-kartor/regionala-indelningar/forsamlingar/. Läst 30 december 2022.